# Sztormowe (obwód ługański)
Sztormowe (ukr. Штормове) – wieś na Ukrainie, w obwodzie ługańskim, w rejonie szczastyńskim, w hromadzie Nowoajdar. W 2001 liczyła 908 mieszkańców.